# Jazz Chants
O Jazz Chant são exercícios conhecidos mundialmente, que fazem os estudantes repetirem ritmicamente palavras e frases curtas junto com músicas. É a rítmica expressão da língua natural que liga o ritmo falado do inglês americano com o ritmo do tradicional jazz americano. Um jazz chant é um fragmento da autêntica língua feita com especial atenção para seu ritmo natural. É importante lembrar que fazer o jazz chant não é como cantar rap, fazer poesias infantis ou canções, que distorcem a língua falada dando lugar ao efeito artístico. Os ritmos, a acentuação e o padrão de entonação do chant, devem ser réplicas exatas do que um estudante escutaria de um falante nativo, numa conversa normal.

## Carolyn Graham
Carolyn Graham desenvolveu a técnica do Jazz Chant durante seus vinte e cinco anos de ensinamento de ESL no Instituto Americano de línguas da Universidade de Nova York. Ela também ensinou na Universidade de Harvard e conduziu workshops na Escola de Educação da Universidade de Nova York, na Faculdade de Professores de Columbia em Nova York e Tóquio, e também em outros lugares ao redor do mundo. A senhora Graham é a autora de muitos livros Jazz Chants®, todos publicados OUP.

## Aplicação
Ao longo dos anos 1980 e 1990 o Jazz Chant de Graham se espalhou em grandes proporções, junto com os métodos de ensino do ESL e técnicas que brotaram como brotos de bambu depois de uma chuva de primavera, durante o mesmo período. Nos dias atuais, jazz chants podem ser escutados em centenas e milhares de salas de aula de ESl e EFL ao redor do mundo. Jazz chants é feito para estudantes de todas as idades e para trabalho com grandes turmas. Os exercícios estimulam trabalho em grupo e atividades de interpretação.

## O que o método desenvolve
- Jazz chants melhora a competência oral dos estudantes, nos quesitos de pronuncia, gramatica, vocabulário, fluência e compreensão.[5]
- Jazz chants ajuda seus estudantes a falarem de maneira mais natural quando eles falam em inglês.[6]

## Implementação do Jazz Chants
Carolyn Graham publicou vários livros, gravações em fita e CDs no seu método, principalmente pela Oxford University Press.
A linha de produtos Language with Music, foi o primeiro a se basear nas ideas do Jazz Chant.